# 莱哈尔别墅
莱哈尔别墅（Lehár Villa）是上奥地利州巴特伊施尔的一座历史建筑，位于特劳恩河畔，曾是作曲家弗朗兹·莱哈尔（1870–1948）的夏季住所，现在是关于这位作曲家的博物馆。

## 历史
1912年，莱哈尔从萨布伦公爵夫人手中购买了这座别墅，他余生的大部分夏天都在这里度过。他说：“在伊施尔，我总是有最好的想法。”
室内尽可能地布置得像莱哈尔住在这里时一样，可以看到他一生中收集的个人纪念品和绘画。楼内有一个博物馆，展示了与这位作曲家生平有关的物品。